# Diolenius albopiceus
Diolenius albopiceus là một loài nhện trong họ Salticidae.
Loài này thuộc chi Diolenius. Diolenius albopiceus được Henry Roughton Hogg miêu tả năm 1915.